# 伊曼紐·韋利士
華倫士·伊曼紐·韋利士（英語：Wallace Emanuel Willis，1984年12月24日—），生於美國門登霍爾，美國籃球運動員，司職中鋒，現時效力香港甲一籃球聯賽球隊福建。

## 籃球生涯
韋利士生於美國門登霍爾，於2009年參加NBA選秀，而同屆有現役NBA球星比歷克格芬，占士夏登及史提芬居里，不過他並未獲選中。同年，他到往歐洲落班加盟丹麥球會蘭訥斯，於2010年轉會葡萄牙球會伊利亞布，再到2011年開始到亞洲國家聯賽球隊發展。
在2016年，韋利士到香港加盟甲一球隊飛鷹，而他為符合香港籃球總會的居港球員資格，一直跟隨飛鷹操練，直到居港滿一年，於2017年5月辦妥註冊手續征戰甲一組聯賽，並在5月2日對福建的聯賽，首度為球隊上陣，雖然錄得到21分及12個籃板的雙雙數據，可是球隊仍以60–76落敗。在港首個賽季，出戰10場每場得分都達雙位數，更在對陣東方龍獅的聯賽貢獻24分和18籃板球，季尾榮膺常規賽籃板王及封阻王。
直到2018年球季結束後，韋利士以居港球員身份轉會福建。

## 外部連結
- 伊曼紐·韋利斯在fiba.basketball（英语）
- 伊曼紐·韋利斯在Sports-Reference.com（NCAA）（英语）
- 伊曼紐·韋利斯在Eurobasket.com（球員）（英语）
- 伊曼紐·韋利斯在Proballers（英语）
- 伊曼紐·韋利斯在RealGM（球員）（英语）